# Polystachya gracilenta
Polystachya gracilenta är en orkidéart som beskrevs av Friedrich Fritz Wilhelm Ludwig Kraenzlin. Polystachya gracilenta ingår i släktet Polystachya och familjen orkidéer. Inga underarter finns listade i Catalogue of Life.